# Helmut Sinor
Helmut Sinor (* 23. Dezember 1961 in Wien) ist ein österreichischer Musiker, Komponist, Autor und ehemaliger Ö3-Moderator.

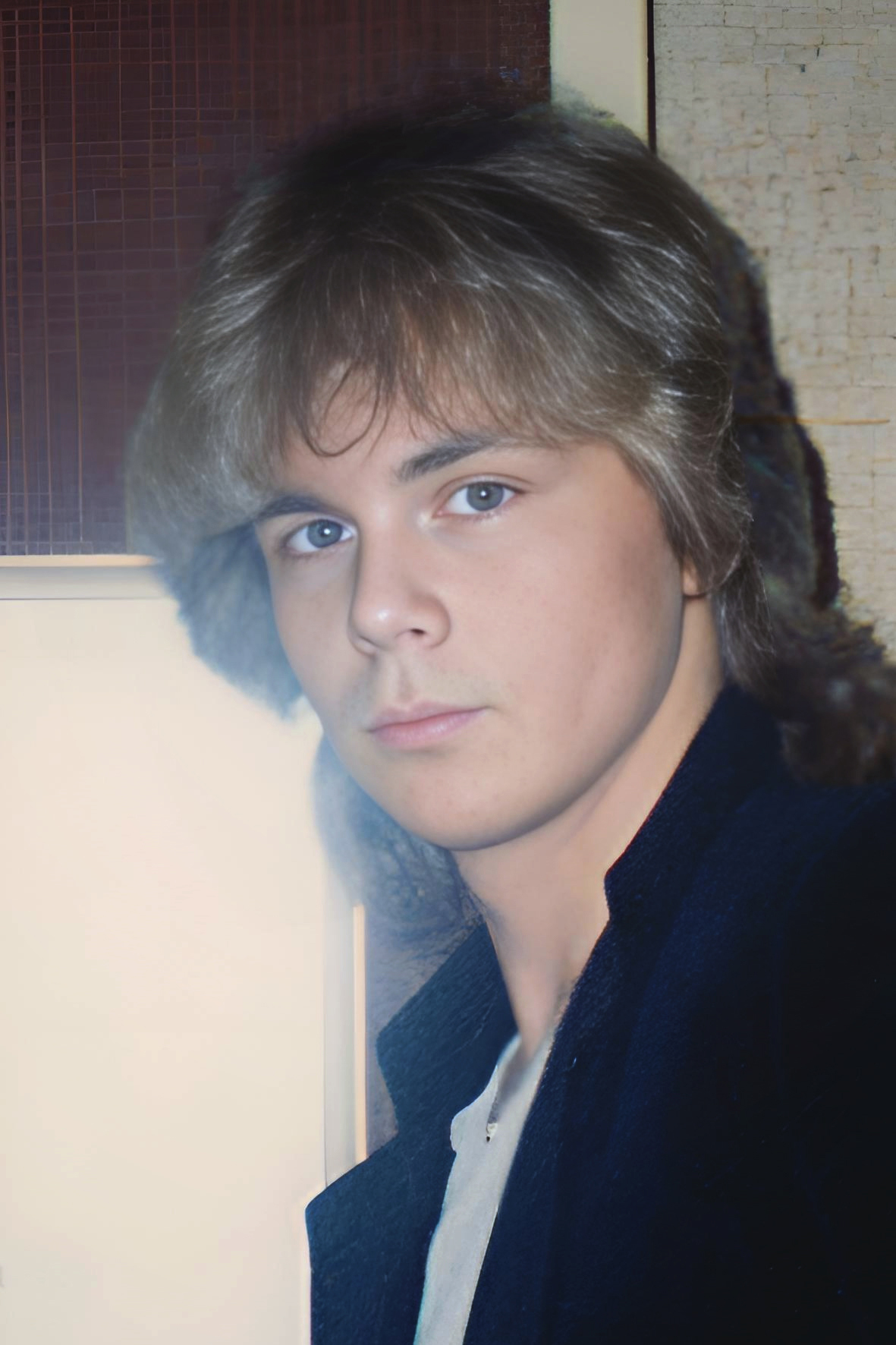
Helmut Sinor (1983)

## Leben und Wirken
Sinor absolvierte zwischen 1977 und 1980, zusammen mit der späteren Journalistin und Medienmacherin Uschi Fellner (damals noch Uschi Köllner), eine Ausbildung zum Großhandelskaufmann mit den Schwerpunkten Musikproduktion und Vertrieb bei der Ariola Schallplatten GmbH in Wien.
1979 spielte er erste eigene Songs unter der Regie von Günter Grosslercher im Schmettersound Studio der österreichischen Folk-Politrock-Band Schmetterlinge ein. Unterstützt wurde er dabei von der Sängerin Kirstin Lill, die bereits bei dem politischen Oratorium Proletenpassion mitwirkte und mit Sinor zu dieser Zeit gemeinsam in der PR-Abteilung der Ariola tätig war.
Noch im selben Jahr produzierte er die erste Single der von ihm während des österreichischen Band-Wettbewerbs Pop-o-drom entdeckten Rock-Formation Ferrum mit dem Titel Shoot Me (B-Seite: Night of the Whores), die in Österreich, Deutschland und der Schweiz auf Atlanta 8105 veröffentlicht wurde. A- und B-Seite der Produktion gelten heute als die ersten Rocksongs ungarischer Komponisten, die jemals von einer westlichen Band veröffentlicht wurden. Shoot Me (ungarisch Lőj rám) war von der staatlichen Zensur in Ungarn, das damals noch hinter dem sogenannten Eisernen Vorhang lag, als zu dekadent eingestuft worden und verboten. In diesem Kontext hat die Single unter Sammlern heute auch einen historisch kulturpolitisch relevanten Stellenwert.
Seit 1980 war der Autodidakt als Studiomusiker für Schlagzeug, Gitarre, Bass und Gesang auch für zahlreiche andere Bands und Interpreten tätig. Seine erste Produktion als Studiomusiker war das Album Bassenaimpressionen  von Henk Freytag, das – produziert von Andy Zahradnik – 1980 bei CBS erschien und bei welchem er als Helmut „Cassidy"“ Sinor  in den Credits gelistet wird.
1983 erschien die von ihm als Co-Autor komponierte und getextete Single Modern Times  (B-Seite: Southern Lady ) von Robert Slade auf dem österreichischen Label JOE-Records, das durch Ariola vertrieben wurde.
Ab 1981 arbeitete er als Programmgestalter und Moderator, zunächst beim Privatradio Radio val Canale in Tarvis (Italien). Anschließend wechselte er 1985 zum Radiosender Ö3 des Österreichischen Rundfunks. Als Musikredakteur gestaltete er Beiträge für Treffpunkt Ö3 und die Ö3 Sommerparade. Für beide Sendungen war er auch als Moderator tätig, wobei die Moderation der Ö3 Sommerparade vorwiegend in Co-Moderation mit Marie Christine Giuliani stattfand. Er gestaltete unter anderem auch die Signation für die Sendung Das Ö3 Hitradio. Seine Sprecherausbildung erhielt er bei Viktor Handlos (ORF 1985 bis 1990), Werner Wawruschka (2011) sowie Ilse Maria Harzfeld (2013).
1990 verließ Sinor den Sender, wechselte zum Musikverlag Doblinger und 1999 als Vertriebsleiter zu Thomastik-Infeld. 2006 holte ihn Herbert Tucmandl in sein Team der Vienna Symphonic Library.
Während der Corona-Pandemie widmete sich Sinor verstärkt dem Grafikdesign. Eine seiner in dieser Zeit entstandenen Arbeiten war die Gestaltung des 2021 erschienenen Albums Rêve d'amour der japanischen Pianistin Megumi Otsuka.